# Pramaggiore
Pramaggiore – miejscowość i gmina we Włoszech, w regionie Wenecja Euganejska, w prowincji Wenecja.
Według danych na rok 2004 gminę zamieszkiwało 3985 osób, 166 os./km².